# Pluto Kuiper Express

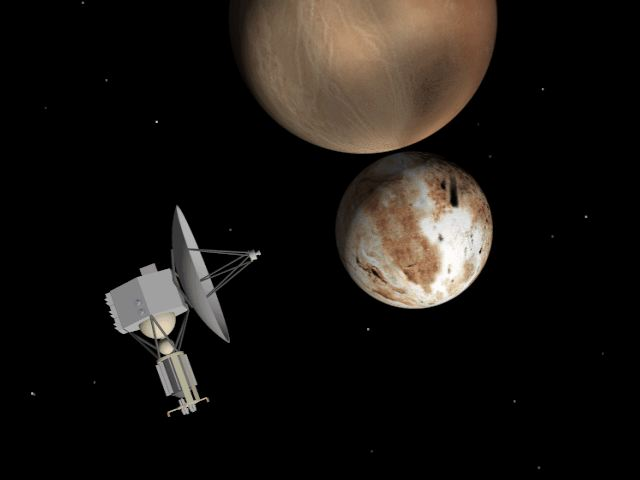
Vue d'artiste de Pluto Kuiper Express.

Pluto Kuiper Express (acronyme PKE), initialement Pluto Fast Flyby, est un projet de mission spatiale de la NASA qui devait étudier en les survolant la planète naine Pluton et son satellite Charon, puis un autre objet de la ceinture de Kuiper au-delà de l'orbite de Pluton. Pluto Kuiper Express devait être lancée en 2004 et atteindre Pluton en 2012 ou 2013. Ce projet a été mis à l'étude en 1997 par le centre spatial JPL en appliquant le concept de sondes spatiales interplanétaires à faible coût du programme Discovery à l'étude des planètes externes. La sonde spatiale, pour parvenir à s'inscrire dans une enveloppe budgétaire très serrée (moins de 200 millions de dollars), ne devait emporter que 7 kg d'instruments scientifiques. Le projet est annulé en 2000 à la suite d'une envolée des coûts. Les objectifs du projet sont repris quelques années plus tard par la mission New Horizons.

## Historique
En 1997, l'agence spatiale américaine, la NASA, très satisfaite des résultats des missions interplanétaires à faible cout du programme Discovery et de la première mission Mars Surveyor, décide de transposer ce concept à des objectifs prioritaires beaucoup plus complexes. L'étude de trois missions est confiée au centre spatial JPL dans le cadre d'un projet surnommé Fire and Ice (« Le feu et la glace »). Il s'agit de :
- Europa Orbiter, qui doit étudier le satellite de Jupiter Europe ;
- Pluto-Kuiper Express, qui doit survoler la planète la plus éloignée du système solaire ;
- Solar Probe, qui doit étudier le vent solaire et la couronne du Soleil à faible distance de celui-ci en survolant ses pôles.

Pour pouvoir rentrer dans les enveloppes budgétaires très serrées, les trois engins spatiaux développés emportent un nombre réduit d'instruments scientifiques. En 1998, les concepts sont figés et le financement des trois missions semble acquis. Mais rapidement, les obstacles se multiplient. Le département américain de l’Énergie prend du retard dans le développement du nouveau générateur thermoélectrique à radioisotope que doivent utiliser PKE et Europa Orbiter. Il est prévu que les sondes spatiales soient lancées par les fusées développées dans le cadre du programme EELV (futurs lanceurs Atlas V et Delta IV), mais le calendrier de celui-ci est régulièrement repoussé. Surtout, le coût des projets, qui a été plafonné de manière peu réaliste à 190 millions de dollars, s'envole. Le lancement de PKE est planifié initialement en 2001, puis repoussé à décembre 2004. La sonde spatiale doit être lancée par une fusée Delta ou la navette spatiale américaine. Après l'accident de la navette spatiale Columbia, il ne reste plus que l'option de la fusée Delta. Pour sauver la mission, on étudie un projet combiné avec l'agence spatiale russe incluant les sondes Zond. Finalement, le projet PKE est annulé en 2000 dans le cadre d'arbitrages budgétaires réalisés pour gérer les dépassements des programmes James-Webb et Gravity Probe B,[réf. incomplète].

## Déroulement prévu de la mission
Pour arriver jusqu'à Pluton, la sonde utilise l'assistance gravitationnelle fournie par Jupiter.

## Objectifs
La mission Pluto Kuiper Express devait atteindre la planète naine Pluton peu de temps avant que son atmosphère ne gèle, ce qui serait le cas pour une très grande période de sa révolution d'environ 250 ans. Les objectifs de la mission étaient de cartographier la surface du corps céleste et d'examiner la géologie et la géomorphologie du système binaire, ainsi que d'étudier l'atmosphère. La distance d'approche la plus près de Pluton est prévue à 15 000 km à une vitesse de 17 à 18 km/s, ce qui permet une cartographie dont la résolution est de l'ordre du kilomètre. Après Pluton, les caméras de la sonde devaient chercher à trouver d'autres objets de la ceinture de Kuiper. 

## Caractéristiques techniques
La sonde spatiale Pluto Kuiper Express est un boîtier en aluminium de forme hexagonale sans appendices déployables. PKE a une masse d'environ 220 kg et est alimentée par un générateur thermoélectrique à radioisotope (RTG) fournissant 98 W. Ses caractéristiques sont proches des RTG utilisés par les missions Galileo et Cassini-Huygens. La navigation, le pilotage et l'enregistrement des données sont gérés par un ordinateur RISC d'une puissance de 1,5 MIPS pouvant traiter un volume de données de 5 Mbit/s. Les données sont stockées dans une mémoire de masse de 400 Mbit. Compte tenu de la capacité de stockage et du débit du système de télécommunications, PKE a la capacité de transmettre un gigabit de données sur un an au niveau de l'orbite de Pluton. Les communications passent par une antenne grand gain de 1,47 mètre. Le pointage de l'antenne est réalisé à l'aide d'un viseur d'étoiles à large champ et trois accéléromètres.

### Instrumentation scientifique
La sonde spatiale KPE devait emporter une masse très réduite (7 kg) d'instruments scientifiques :
- une caméra couleur fonctionnant en visible ;
- des spectromètres infrarouge et ultraviolet ;
- un oscillateur ultra stable (USO) afin de réaliser des expériences d'occultation radio.